# Lev Arcimovič
Lev Andreevič Arcimovič (in russo Лев Андре́евич Арцимо́вич?; Mosca, 25 febbraio 1909, 12 febbraio del calendario giuliano – Mosca, 1º marzo 1973) è stato un fisico russo.
Docente di fisica nucleare nell'università di Mosca e direttore (1951) dell'Istituto Kurčatov, dal 1953 fu membro dell'Accademia scientifica dell'URSS. Ottenne nel 1958 il premio Lenin.
A Lev Andreevič Arcimovič la UAI ha intitolato il cratere lunare Artsimovich e la rima lunare Artsimovich.